# Grupo financeiro Shinhan
Shinhan Financial Group Co., Ltd. é uma companhia financeira da Coreia do Sul, sendo uma das dez maiores empresas do país.